# Amomum oliganthum
Amomum oliganthum är en enhjärtbladig växtart som beskrevs av Karl Moritz Schumann. Amomum oliganthum ingår i släktet Amomum och familjen Zingiberaceae. Inga underarter finns listade i Catalogue of Life.